# Pringle of Scotland

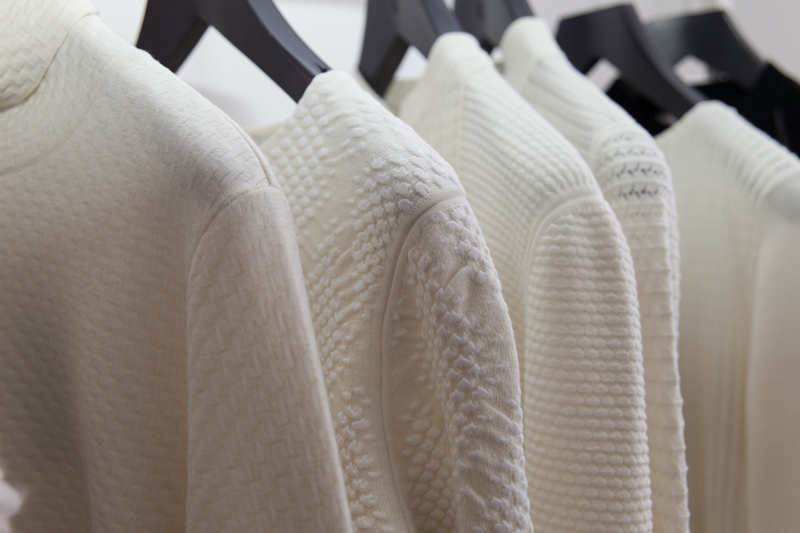
Imagen de la colección otoño - invierno del año 2013 de la empresa Pringle of Scotland.

Pringle of Scotland (en gaélico escocés: Pringle na h-Alba) es una empresa británica fabricante de ropa casual, que se especializa en cachemira. Fundada en 1815, tiene su fábrica central en Hawick (Escocia) y posee la autorización real como fabricante de prendas de punto.
Es una de las empresas de moda en funcionamiento continuo más antiguas del mundo, se vende a través de minoristas exclusivos en 20 países y tiene sus tiendas insignia en la República Popular China (Pekín y Shanghái) y el Reino Unido (Edimburgo y Londres).

## Historia
En 1815 Robert Pringle fundó la empresa en las Scottish Borders, inicialmente dedicada a la elaboración de calcetines y ropa interior. En 1870 empezó a usar cachemira.

### SigloXX
En 1934 Otto Weisz fue designado como el primer diseñador a tiempo completo en la industria de géneros de punto. Adoptó el twinset y el antiguo patrón escocés Argyle, que se hizo popular gracias a que al rey Eduardo VIII le gustaba usar estos para jugar al golf.
En los años 1950 destacadas actrices, como la francesa Brigitte Bardot, la estadounidense Grace Kelly y la británica Jean Simmons, vestían Pringle of Scotland. En 1967 la empresa fue adquirida por Holdings Limited y luego pasó a llamarse Dawson International Plc.
En los años 1980 la empresa debutó en la ropa deportiva y tomó un papel clave dentro del mercado, con los golfistas británicos Nick Faldo y Colin Montgomerie siendo patrocinados. Mientras que en los años 1990 vistió a equipos de rugby, siendo la selección escocesa el más destacado y a la que patrocinó en su participación mundialista de 1995.

### Siglo actual
En 2000 la empresa SC Fang & Sons Company, con sede en Hong Kong, compró la marca por 6 millones de libras esterlinas. En aquel momento, Pringle of Scotland perdía alrededor de 4.5 millones de libras esterlinas al año.
Con la nueva financiación y bajo el liderazgo del recién nombrado director ejecutivo Kim Winser, anteriormente de Marks & Spencer, la compañía exhibió en la Semana de la Moda de Londres nuevos diseños basados en el patrón de Argyle y el conjunto de dos marcas históricas.
En 2005 Kenneth Fang entregó el control a sus hijos, Jean y Douglas Fang. En esta etapa, las ventas habían aumentado a casi £ 25 millones con pérdidas de alrededor de £ 8 millones debido a la expansión a China.
En 2007 la británica Clare Waight Keller asumió como nueva directora creativa e introdujo una nueva gama de accesorios de lujo. Ella renunció en marzo de 2011 y en su lugar fue nombrado nuevo director de diseño Alistair Carr, el exdiseñador de Balenciaga.

### Actualidad
Desde 2016 Fran Stringer es la directora de diseño de ropa de mujer y desde 2019 el italiano Giuseppe Marretta es el director de diseño de ropa de hombre.
En 2019 se asoció con la empresa sueca H&M a nivel mundial y la británica Palace Skateboards, que fabrica equipamiento deportivo para el monopatinaje.
En 2020 Pringle of Scotland se expandió en el comercio electrónico, debido a la pandemia de COVID-19, celebrando su 205 aniversario.